# EMD LWT12
A EMD LWT12 foi uma locomotiva diesel-elétrico experimental construída na década de 50 pela EMD, entre 1956 e 1958 e conhecida como Aerotrain, designada para puxar leves e velozes trens de passageiros. Provido com o potente motor EMD 567C de 12 cilindros que produz 1200 hp de potência (890 kW). A LWT12 foi essencialmente uma locomotiva manobreira (switcher) EMD SW1200.
Somente três unidades foram produzidas com números de série 20826, 21463 e 21464.